# Vergonjon
Vergongheon és un municipi francès situat al departament de l'Alt Loira i a la regió d'Alvèrnia-Roine-Alps. L'any 2007 tenia 1.766 habitants.

## Demografia

### Població
El 2007 la població de fet de Vergongheon era de 1.766 persones. Hi havia 750 famílies de les quals 224 eren unipersonals (77 homes vivint sols i 147 dones vivint soles), 255 parelles sense fills, 197 parelles amb fills i 74 famílies monoparentals amb fills.
La població ha evolucionat segons el següent gràfic:
Habitants censats

### Habitatges
El 2007 hi havia 924 habitatges, 769 eren l'habitatge principal de la família, 70 eren segones residències i 85 estaven desocupats. 774 eren cases i 148 eren apartaments. Dels 769 habitatges principals, 591 estaven ocupats pels seus propietaris, 164 estaven llogats i ocupats pels llogaters i 14 estaven cedits a títol gratuït; 1 tenia una cambra, 20 en tenien dues, 155 en tenien tres, 297 en tenien quatre i 296 en tenien cinc o més. 636 habitatges disposaven pel capbaix d'una plaça de pàrquing. A 311 habitatges hi havia un automòbil i a 345 n'hi havia dos o més.

### Piràmide de població
La piràmide de població per edats i sexe el 2009 era:
| Homes | Edats   | Dones |
| ----- | ------- | ----- |
| 0     | 95 o +  | 0     |
| 0     | 90 a 94 | 0     |
| 0     | 85 a 89 | 20    |
| 12    | 80 a 84 | 16    |
| 32    | 75 a 79 | 32    |
| 36    | 70 a 74 | 48    |
| 44    | 65 a 69 | 64    |
| 56    | 60 a 64 | 52    |
| 48    | 55 a 59 | 36    |
| 64    | 50 a 54 | 68    |
| 60    | 45 a 49 | 68    |
| 44    | 40 a 44 | 40    |
| 64    | 35 a 39 | 68    |
| 44    | 30 a 34 | 32    |
| 52    | 25 a 29 | 76    |
| 60    | 20 a 24 | 36    |
| 52    | 15 a 19 | 24    |
| 32    | 10 a 14 | 36    |
| 32    | 5 a 9   | 52    |
| 32    | 0 a 4   | 32    |

## Economia
El 2007 la població en edat de treballar era de 1.070 persones, 709 eren actives i 361 eren inactives. De les 709 persones actives 625 estaven ocupades (357 homes i 268 dones) i 84 estaven aturades (39 homes i 45 dones). De les 361 persones inactives 148 estaven jubilades, 86 estaven estudiant i 127 estaven classificades com a «altres inactius».

### Ingressos
El 2009 a Vergongheon hi havia 797 unitats fiscals que integraven 1.806 persones, la mediana anual d'ingressos fiscals per persona era de 16.225 €.

### Activitats econòmiques
Dels 51 establiments que hi havia el 2007, 1 era d'una empresa extractiva, 2 d'empreses alimentàries, 5 d'empreses de fabricació d'altres productes industrials, 7 d'empreses de construcció, 9 d'empreses de comerç i reparació d'automòbils, 2 d'empreses de transport, 5 d'empreses d'hostatgeria i restauració, 2 d'empreses financeres, 3 d'empreses immobiliàries, 2 d'empreses de serveis, 8 d'entitats de l'administració pública i 5 d'empreses classificades com a «altres activitats de serveis».
Dels 17 establiments de servei als particulars que hi havia el 2009, 1 era una oficina bancària, 1 funerària, 1 paleta, 1 guixaire pintor, 2 lampisteries, 3 electricistes, 4 perruqueries i 4 restaurants.
Dels 4 establiments comercials que hi havia el 2009, 1 era una botiga de menys de 120 m², 2 fleques i 1 una llibreria.
L'any 2000 a Vergongheon hi havia 14 explotacions agrícoles que ocupaven un total de 530 hectàrees.

## Equipaments sanitaris i escolars
El 2009 hi havia 1 centre de salut i 1 farmàcia.
El 2009 hi havia 1 escola maternal i 1 escola elemental.

## Poblacions més properes
El següent diagrama mostra les poblacions més properes.